# NGC 1523
NGC 1523 (również ESO 156-**39) – gwiazda poczwórna znajdująca się w gwiazdozbiorze Złotej Ryby. Skatalogował ją John Herschel 6 grudnia 1834 roku, błędnie sądząc, że to obiekt typu „mgławicowego”.